# UFC 305
UFC 305: du Plessis vs. Adesanya foi um evento de artes marciais mistas produzido pelo Ultimate Fighting Championship que aconteceu em 18 de agosto de 2024, na RAC Arena em Perth, na Austrália.

## Detalhes
O evento marcou a terceira visita da promoção a Perth e a primeira desde o UFC 284 em fevereiro de 2023, bem como o início de um acordo plurianual para eventos semestrais na cidade.
Uma luta do Campeonato Peso Médio do UFC entre o atual campeão Dricus du Plessis e o ex-bicampeão Israel Adesanya foi a atração principal o evento. Foi a primeira vez que dois atletas africanos se enfrentaram pelo título da organização.
Uma luta no peso pena entre Gavin Tucker e Jack Jenkins estava marcada para este evento. Porém, Tucker desistiu da luta devido a uma lesão e foi substituído por Herbert Burns.
Uma luta peso mosca feminino entre Casey O'Neill e Tereza Bledá estava marcada para este evento. Porém, Bledá desistiu da luta por motivos desconhecidos e foi substituída por Luana Santos.
Na pesagem, Jesús Santos Aguilar pesava 127,5 libras, um quilo e meio acima do limite de lutas sem título do peso mosca. A luta prosseguiu no peso catch e Aguilar foi multado em 20% do valor da bolsa, que foi para o adversário Stewart Nicoll.

## Resultados
1. ↑  Pelo Campeonato Peso Médio do UFC.

## Prêmios bônus
Os seguintes lutadores receberam bônus de US$ 50.000.
- Luta da Noite: Dan Hooker vs. Mateusz Gamrot
- Performance da Noite: Kai Kara-France e Carlos Prates